# Look Who's Laughing
Look Who's Laughing is een Amerikaanse filmkomedie uit 1941 onder regie van Allan Dwan.

## Verhaal
De radio-omroeper Edgar Bergen en zijn vriend Charlie McCarthy maken een vliegreis. Onderweg moeten ze een noodlanding maken in Wistful Vista. Daar raakt Bergen betrokken bij een ruzie over de bouw van een vliegtuigfabriek.

## Rolverdeling
| Acteur           | Personage         |
| ---------------- | ----------------- |
| Edgar Bergen     | Edgar Bergen      |
| Charlie McCarthy | Charlie McCarthy  |
| Jim Jordan       | Fibber McGee      |
| Marian Jordan    | Molly             |
| Lucille Ball     | Julie Patterson   |
| Lee Bonnell      | Jerry             |
| Dorothy Lovett   | Marge             |
| Harold Peary     | Gildersleeve      |
| Isabel Randolph  | Mevrouw Uppington |
| Walter Baldwin   | Bill              |
| Neil Hamilton    | Hilary Horton     |
| Charles Halton   | Cudahy            |
| Harlow Wilcox    | Mijnheer Collins  |
| Spencer Charters | Hotelhouder       |
| Jed Prouty       | Burgemeester      |